# Dorfromantik
Dorfromantik (буквально с нем. — «сельская романтика») — компьютерная игра в жанре головоломки, разработанная четырьмя студентами Берлинского института техники и экономики и выпущенная от имени студии Toukana Interactive 28 апреля 2022 года.
Поле игры разбито на шестиугольные плитки, на которых могут располагаться разные объекты — такие как дома и пастбища. Каждый ход игрок берёт одну плитку из стопки и выкладывает её на поле таким образом, чтобы она прилегала хотя бы одной гранью к уже выложенным фишкам. Соединяя плитки совместимыми краями (например, приставляя лес к лесу или поле к полю), а также объединя однотипные объекты в группы (дома в города, деревья в леса и так далее), игрок будет получать очки и дополнительные плитки в стопку. Когда в стопке не остаётся плиток, игра заканчивается.
Dorfromantik получила положительные отзывы критиков и была номинирована на ряд наград. Рецензенты хвалили игру за графику и медитативный игровой процесс, однако отмечали, что игра довольно однообразна.

## Игровой процесс

Игровой процесс Dorfromantik. В нижнем правом углу отображается стопка плиток, которые необходимо разместить на поле. Игрок примеряет фишку на свободное место в центре экрана, игра подсвечивает белым совместимые грани и красным несовместимые. Над озером виден флажок — это квест на завершение водной группы. В верхнем правом углу отображается счёт

Партия в Dorfromantik проходит на шестиугольной карте. Игра начинается с поля из одной плитки, покрытой травой, а игроку даётся случайно сгенерированная стопка из дополнительных плиток, на которых может что-то находиться — например, дома, деревья, пастбища, водоёмы, железнодорожные пути, или произвольная комбинация из этих объектов. Каждый ход игрок дополняет игровое поле верхней плиткой из стопки, приставляя её к уже выложенным на поле фишкам; при этом выкладываемую плитку можно свободно вращать. На экране отображаются две следующие плитки, что позволяет продумывать игру на три хода вперёд; при этом пропустить верхнюю плитку или каким-либо способом поменять порядок фишек в стопке нельзя. Когда игрок выкладывает все плитки из стопки, игра заканчивается. В игре нет ограничения по времени, у игрока есть возможность обдумывать ходы бесконечно долго.
Соединение фишек совместимыми краями — то есть приставление леса к лесу, поля к полю и так далее — будет вознаграждаться очками, а если игрок поставит плитку идеально — так, чтобы у неё не было несовместимых граней ни с одним из шести соседей — он получит дополнительную фишку в стопку, что продлит игровой процесс. Благодаря этому правилу одним ходом можно получить до семи дополнительных фишек — если поставить фишку так, чтобы идеальной стала и она, и все шесть её соседей. Большинство фишек возможно соединять и несовместимыми гранями, хотя это и будет давать меньше очков; исключения составляют реки и железные дороги, которые нельзя прерывать несовместимыми фишками — хотя возможно закольцевать реку или дорогу, заставив поезд кататься по кругу.
Игрок будет получать бонусы, объединяя однотипные объекты в группы — выстраивая города из домов, леса из деревьев, и так далее. Некоторые плитки могут содержать квесты: например, олень, находящийся на плитке, может пожелать жить в лесу, содержащем определённое количество деревьев, или паровоз может попросить железную дорогу определённой длины. Некоторые квесты требуют расширения группы до указанного размера или выше (например, дом с надписью «30+» требует пристройки ещё хотя бы 30 домов), некоторые требуют постройки группы строго заданного размера (например, города из ровно 30 домов), некоторые — закрытия группы таким образом, чтобы её нельзя было расширить добавлением новых фишек. Успешное выполнение квеста добавит несколько плиток в стопку, а проваленные квесты не накладывают никаких штрафов.
В игре присутствуют несколько биомов, выполняющих чисто декоративную функцию — в разных биомах трава, деревья и дома могут иметь разные цвета, трава может замениться на снег, пшеничные поля — на поля лаванды, и так далее. На каждую игру даётся три глобальных задания, называемых испытаниями, выполнение которых открывает новые виды объектов на плитках — например, мельницы или корабли. Большая часть разблокируемых объектов тоже носит чисто декоративный характер, но есть и исключения — так, разблокируемую водную железнодорожную станцию можно поместить на пересечение реки и железной дороги. По мере расширения игрового поля можно наткнуться на уже стоящие на поле фишки, присоединение которых к игровой области даст игроку квест, выполнение которого, в свою очередь, откроет новое испытание. Испытания выполняют в игре роль глобальной прогрессии, а также привязаны к достижениям в Steam.
В игре представлен ряд альтернативных игровых режимов: в «быстром режиме» партия ограничена 75 выставленными плитками, что требует от игрока максимизации очков за минимальное количество ходов; в «тяжёлом режиме» игрок получает меньше квестов и более разнообразные фишки; в «ежемесячном режиме» правила и стопка фишек зафиксированы, но меняются каждый месяц, что позволяет соревноваться с другими игроками в одинаковых условиях; в «пользовательском режиме» можно самостоятельно настраивать правила игры. Также в игре присутствует творческий режим, в котором стопка имеет неограниченное число плиток, а игрок может свободно удалять фишки из стопки. В конце каждой партии игра предлагает перенести полученный мир в творческий режим и продолжить его строительство там, а набранные за игру очки заносятся в таблицу лидеров.

## Разработка и выпуск
Dorfromantik разработана студией Toukana Interactive, состоящей из четырёх студентов Берлинского института техники и экономики. По ходу обучения они создавали игры в рамках семестровых заданий (одна из игр, ViSP — Virtual Space Port, была коммерчески выпущена в Steam); кроме того, они участвовали в различных геймджемах и занимались разработкой настольных игр в качестве хобби. Поступив в магистратуру в 2020 году, студенты объединились для создания игры и написания магистрской диссертации в процессе.
В апреле 2020 года студия активно перебирала идеи для новой игры, разработав в общей сложности более 10 прототипов. Прототип Dorfromantik появился в рамках геймджема Ludum Dare в конце апреля, темой которого была «Keep it Alive» (с англ. — «сохрани в живых»). Перебрав различные трактовки темы, команда решила остановиться на идее сохранения в живых цивилизации и достижения баланса с природой. Разработчики хотели найти простой геймплейный цикл с большим потенциалом и пришли к идее приставления плиток друг к другу; а для того, чтобы в этой механике был смысл, они добавили квесты, требующие от игрока выстраивать ландшафт определённым образом. В дальнейшем команда опробовала и другие требования к ландшафту, однако остановилась на квестах как на самой интуитивно понятной механике.
Игра разрабатывалась на движке Unity. Будучи уроженцами различных деревень Германии и Швейцарии, в качестве сеттинга разработчики выбрали сельскую местность, а вдохновение они черпали из настольных игр. При создании графики художники сначала оформляли мудборды с пейзажами и фотографиями природы, а затем старались перенести их в игру в идеализированном и гармоничном виде, «сохранив всю их красоту и избавив их от недостатков». Игровой процесс команда старалась выстроить таким образом, чтобы он удовлетворял сам по себе, а игроки могли получать эстетическое удовольствие просто любуясь на своё творение — для этого она работала над небольшими анимациями и звуковыми эффектами, связанными с определёнными плитками. Студия осталась довольна результатом и в дальнейшем лишь незначительно доработала глобальную прогрессию, добавив счётчик очков, увеличив сложность и добавив испытания, с помощью которых можно разблокировать новые плитки.
По словам разработчиков, название игры отсылает к старинному немецкому слову, обозначающему ностальгические чувства человека, скучающего по сельской местности. Изначально это было временным рабочим названием проекта, так как оно идеально описывало атмосферу, к которой стремились разработчики, однако со временем они привыкли к этому названию и оставили его. Студии понравилась идея назвать немецкую игру немецким словом; разработчики рассказывали, что друзья пытались отговорить их от этой затеи, так как это могло не понравиться англоязычной аудитории, но команда не прислушалась: «если англоговорящие могут привыкнуть к таким словам, как Kindergarten (с нем. — «детский сад») и Zeitgeist (с нем. — «дух времени»), то и у Dorfromantik определённо есть шанс».
В 2020 году прототип Dorfromantik был включён в благотворительный бандл itch.io за расовую справедливость и равенство (англ. Itch Bundle for Racial Justice and Equality). Разработчики стали получать большое количество положительных отзывов от игроков, благодаря которым они решились на продолжение разработки и выпуск игры в раннем доступе. В феврале 2021 года Dorfromantik была представлена на выставке демоверсий Steam Game Festival. 25 марта 2021 года игра вышла в ранний доступ в Steam и GOG. Изначально полноценный выпуск был назначен на середину-конец 2021 года, однако в дальнейшем был перенесён на весну 2022 года. В августе 2021 года игра была представлена на выставке Gamescom, а в игру был добавлен креативный режим, в котором нет конца игры. На выставке Future Games Show в марте 2022 года была объявлена дата выпуска — 28 апреля 2022 года; в версию 1.0 были включены альтернативные режимы игры, новые композиции для саундтрека, кнопка отмены последнего хода и ряд улучшений интерфейса.
В рамках Gamescom 2022 был анонсирован порт Dorfromantik на Nintendo Switch, выпуск игры на этой платформе был назначен на 29 сентября 2022 года. Версия для Switch обладала рядом различий, в частности, в неё был добавлен новый биом, в котором цветёт сакура. В октябре 2022 года, с обновлением 1.1, названным Sakura Update, часть особенностей была перенесена в ПК-версию игры. Помимо биома с сакурой, была добавлена поддержка геймпадов и Steam Deck, а также возможность ограничивать игровой мир.
В сентябре 2022 года была анонсирована настольная игра по мотивам Dorfromantik, выход которой был назначен на конец года. За выпуск игры отвечала компания Pegasus Games.

## Критика
| Сводный рейтинг    | Сводный рейтинг |
| Агрегатор          | Оценка          |
| ------------------ | --------------- |
| Metacritic         | 80/100 81/100   |
| Иноязычные издания |                 |
| Издание            | Оценка          |
| Destructoid        | 8/10            |
| GameStar           | 81/100          |

### До выпуска
Демо-версия, представленная на фестивале Steam Game Fest, и версия для раннего доступа получили положительные отзывы критиков. Рецензенты сравнивали Dorfromantik с Islanders, а также настольными играми «Каркассон», «Колонизаторы» и «Пэчворк».
Кристиан Донлан из Eurogamer назвал Dorfromantik своей любимой демоверсией со Steam Game Festival, написав: «[играя в Dorfromantik], вы погружаетесь в эстетическое удовольствие, … причём оно прорастает не столько из вашего представления о том, как всё должно выглядеть, сколько из правил игры, способствующих накоплению очков и открытию новых объектов. Красивый ландшафт — побочный эффект». Джордан Фовард из PCGamesN заявил, что от Dorfromantik невозможно оторваться, поскольку тут, как и во многих стратегических играх, есть эффект «ещё одного хода», а также заметил, что благодаря возможности неограниченно обдумывать каждый ход игрок почти не испытывает стресса даже в самые ответственные моменты игры.
Обозревая версию в раннем доступе, Роберт Пурчиз из Eurogamer написал: «то, что настолько доступная игра может за кулисами предлагать такой глубокий и продолжительный вызов — это чудо для меня». Саймон Паркин из The Guardian заметил, что игровой процесс «сохраняет ритм и ощущение настольной игры». Ясин Ахмад из Rock, Paper, Shotgun отметил, что четырём студентам «удалось создать игру, которая и выглядит приятно, и играется хорошо», и заявил, что уже предвкушает итоговую версию игры. Оли Уэлш в своей рецензии на версию 1.0 отмечал, что Dorfromantik — «одна из тех игр, для которых название „ранний доступ“ обманчиво — не потому, что в них нечего улучшить или добавить, а потому, что они с первых версий ощущаются полноценными и хорошо сбалансироваными»

### После выпуска
Dorfromantik получила положительные отзывы критиков; средний балл игры на сайте-агрегаторе Metacritic составляет 80 из 100 на основе 12 рецензий. Критики хвалили графику и медитативный игровой процесс, однако отмечали некоторое однообразие игры.
Зои Хэндли из Destructoid оценила Dorfromantik в 8 баллов из 10, отметив, что хотя в игре не хватает разнообразия, расслабляющий игровой процесс получилось выстроить хорошо, и игру определённо стоит попробовать. Кэтарин Касл из Rock Paper Shotgun назвала Dorfromantik «лучшей стратегической головоломкой второй год подряд», описав её как «самой очаровательную, гостеприимную и расслабляющую игру за долгое время». Элиз Эври из The Escapist отметила, что игра может разочаровать тех, кто хочет найти глубокую игру, в которую можно играть вечно, однако людей, нуждающимся в месте, в котором можно время от времени расслабиться, игра не разочарует. Александр Крыков из «Игр@Mail.ru» оценил игру в 6,5 баллов из 10, отметив, что хотя игра «очаровательна» и сильно затягивает, в ней слишком мало разнообразия, из-за чего она со временем надоедает, а соревновательная игра ради набора очков омрачняется слишком долгими партиями.

### Порт на Switch
Версия игры для Nintendo Switch была также высоко оценена; средний балл на Metacritic составляет 81 из 100 на основе 10 рецензий. Основным объектом критики стало управление.
Шон Масгрейв из TouchArcade назвал игру приятной, однако отметил, что «игра очевидно не рассчитывалась на управление контроллером, хотя оно и не настолько плохое, чтобы испортить вам впечатление». Нил Ронаган в рецензии для Nintendo World Report назвал управление единственным недостатком Switch-версии: «с ним можно работать, … но оно не такое удобное, как использование мыши на ПК». Он отметил, этот недостаток можно было бы сгладить, но игра плохо объясняет схему управления, и её нельзя настроить под себя. Маркус Стюарт из Game Informer заявил, что Switch-порт хорошо переносит геймплей ПК-версии, а графика отлично смотрится на маленьком экране, однако управление не настолько интуитивное, как на ПК — что Маркус списал на личные предпочтения, отметив, что это «разумный компромисс за возможность выкладывать плитки в постели или на диване». Джесси Тейлор из Pure Nintendo отметила, что игра отлично идёт на Switch, однако выбранная схема управления для Joy-Con неудачная, и в игре нет возможности её поменять

### Продажи
Разработчики не раскрыли число проданных копий, однако заявили, что «мы продали достаточно, чтобы продолжать работать вместе как студия Toukana Interactive» — деньги, вырученные с продажи, позволили погасить заём, выделенный государством на разработку игры, за один платёж.

### Награды
В 2021 году на Deutscher Computerspielpreis Dorfromantik взяла награды «Лучший геймдизайн» (нем. Bestes Gamedesign) и «Лучший дебют молодых талантов» (нем. Nachwuchspreis Bestes Debüt), а также была номинирована на награду «Лучшая семейная игра» (нем. Bestes Familienspiel), однако победителем стала El Hijo – A Wild West Tale. В том же году игра попала в шорт-лист номинации «Устраивайтесь поудобнее» на Steam Awards, однако победителем стала Farming Simulator 22, и была номинирована на «Лучшую студенческую игру» на Independent Games Festival. В 2022 году Dorfromantik была номинирована в категории «Лучшая инди-игра» на Golden Joystick Awards, однако победителем стала Cult of the Lamb.

## Комментарии
1. ↑  Разработчики описывают значение слова Dorfromantik как «ностальгические чувства человека, скучающего по сельской местности»[4][5].